# ماركوس روشا
ماركوس روشا (بالبرتغالية: Marcos Rocha‏) (11 ديسمبر 1988 البرازيل - ) هو لاعب كرة قدم برازيلي، يلعب كمدافع.

## روابط خارجية
- ماركوس روشا على موقع الاتحاد الدولي (مؤرشف)  (الإنجليزية)
- ماركوس روشا على موقع قاعدة بيانات كرة القدم.إي يو (الإنجليزية)
- ماركوس روشا على موقع ليكيب (الفرنسية)
- ماركوس روشا على موقع ناشيونال فوتبول تيمز (الإنجليزية)
- ماركوس روشا على موقع Soccerway.com (الإنجليزية)
- ماركوس روشا على موقع عالم كرة القدم.نت (الإنجليزية)
- ماركوس روشا على موقع AS.com (الإسبانية)